# Jacques Marsollier
 (septembre 2021).
Si vous disposez d'ouvrages ou d'articles de référence ou si vous connaissez des sites web de qualité traitant du thème abordé ici, merci de compléter l'article en donnant les références utiles à sa vérifiabilité et en les liant à la section « Notes et références ».
Jacques Marsollier est un historien et hagiographe français, né à Paris en 1647 et mort à Uzès en 1724.
Il appartenait à une famille distinguée de la magistrature. Il entra dans la congrégation de Sainte-Geneviève et fut envoyé au chapitre d’Uzès, Ce chapitre ayant été sécularisé, Marsollier devint archidiacre de la cathédrale. En 1697, il concourut pour le prix d’éloquence de l’Académie française sur ce sujet : Dans la haute fortune on ne sait si l’on est aimé, et remporta le prix. Son travail est consciencieux, mais d’un style lourd et diffus.
Marsollier ne fut guère célèbre que par sa rivalité avec Fléchier, qui le dépassa toujours, cela va sans dire. Assurément, il cherchait la vérité sans arrière-pensée ; mais il la rencontrait rarement là où elle était, et il semblait prendre à tâche de s’engager dans des voies malencontreuses et sur des chemins périlleux, d’où il ne pouvait plus sortir. Dans la province qu’il habitait, il eut une certaine réputation ; en dehors du Languedoc, on le connaissait peu et il n’acquit jamais d’autorité auprès des érudits.

## Œuvres
On a de lui : Histoire de l’inquisition (Cologne, 1693, in-12), abrégé médiocrement fait ; Directorium inquisitorum ; Histoire de l’origine des dîmes ou dixmes, des bénéfices et autres biens temporels appartenant aux communautés religieuses (Lyon, 1689, in-12), ouvrage devenu rare et réimprimé à Paris en 1694. L’Histoire du cardinal Ximénès (Toulouse, 1693, in-12) est le moins inconnu des livres de Marsollier. Il parut à la même époque, à peu près, que l’ouvrage de Fléchier qui porte le même titre. On établit des parallèles ; on lit des comparaisons. Du côté de Fléchier, étaient le bon goût, la belle langue et peut-être même le bon sens ; du côté de Marsollier, il y avait un certain piquant qui manquait à son rival, trop louangeur et trop enthousiaste de l’homme qu’il célébrait.
L'archidiacre d’Uzès ne craignait pas de mêler à l’éloge quelques traits satiriques, et cette contradiction était ce que le public, fatigué des apologies, aimait par-dessus tout. On essaya de la réfuter dans un pamphlet violent, intitulé Marsollier découvert et confondu dans ses contradictions (1708, in-12).
On doit encore à Jacques Marsollier : Histoire de Henri VII, roi d Angleterre (Paris, 1697, 1725 OU 1727, 2 vol. in-12) ; Vie de saint François de Sales (1700, in-4°), traduite en italien, à Florence. Elle présente quelques détails agréables, bien que l’ensemble soit défectueux ; Vie de l’abbé de Rancé, réformateur de la Trappe (Paris, 1702, in-4° ; 1703, 1757, 2 vol. in-12), critiquée amèrement par Dom Gervaise, et laissée bien loin en arrière par l’œuvre de Chateaubriand sur le même sujet ; Vie de la bienheureuse mère de Chantal (Paris, 1716, 1717, 2 vol. in-12 ; 1752, 1779), abrégée par un auteur qui a gardé l’anonyme ; Histoire de Henri de La Tour d’Auvergne, duc de Bouillon (1718, 1726, 3 vol. in-12) ; Apologie ou Justification d’Érasme (1713, in-12). Le Père Le Courayer, jésuite, et le Père Gabriel, augustin déchaussé, ont publié une réfutation de ce livre, dans lequel Marsollier s’est efforcé de prouver par des citations qu’Érasme ne s’écarta jamais du catholicisme.
Marsollier nourrissait à l’endroit d’Erasme une affection qu’il ne dissimulait pas. Bans ses Entretiens sur les devoirs de la vie civile, il prit pour modèle les Colloques de son philosophe préféré. On pensa même longtemps qu’il fallait lui attribuer une traduction de quelques opuscules d’Érasme, tels que le Mépris du monde et la Pureté du christianisme. Mais, depuis, il a été démontré que c’était une erreur et que cette traduction était de Claude Bosc, procureur général à la cour des aides.
Marsollier, quoique peu entendu en matière de grammaire, releva probablement les fautes de Cl. Bosq. Voilà toute la part qu’il convient de lui attribuer. Ce fut, d’ailleurs, la dernière publication à laquelle il mit la main. Il s’éteignit, sans avoir réussi à percer complètement la demi-obscurité qui l’entoura pendant toute sa vie.

### Source
« Jacques Marsollier », dans Pierre Larousse, Grand dictionnaire universel du XIXe siècle, Paris, Administration du grand dictionnaire universel, 15 vol., 1863-1890 [détail des éditions].